# Peter Renaday
Peter Laurent Renaday, född 6 september 1935 i New Iberia, Louisiana, död 8 september 2024 i Burbank, Kalifornien, var en amerikansk röstskådespelare. Han dubbade bland annat Splinters och Vernon Fenwicks engelskspråkiga röster i Teenage Mutant Ninja Turtles från 1987.

## Filmografi
- 1987-1996 : Teenage Mutant Ninja Turtles - Splinter, Vernon Fenwick, Big Louie, Pinky McFingers, Don Turtelli, Great Boldini, General Traag, Leatherhead (alternativ röst 1993), Chrome Dome, Kapten Dredd, OMNSS[2], Butch O'Reilly, Hamato Koji[3], Kazou Saki, Oroku Sancho, Alpha 1, Doktor Watson, Kojimabröderna, Myron Bimbleton, Tony "Butcher" Vivaldi[4]

### Fotnoter
1. ↑  https://amp.tmz.com/2024/09/10/peter-renaday-ninja-turtles-voice-actor-dead-at-89/ (engelska)
2. ↑  ”Technodrome”. http://www.thetechnodrome.com/voices.shtml. Läst 25 februari 2012.
3. ↑  ”TV Com”. http://www.tv.com/shows/teenage-mutant-ninja-turtles-season-7/cast/3. Läst 26 februari 2012.[död länk]
4. ↑  ”TV Com”. http://www.tv.com/shows/teenage-mutant-ninja-turtles-season-7/cast/4. Läst 26 februari 2012.[död länk]